# Цыпочки (фильм)
«Цыпочки» (англ. The Heart Is Deceitful Above All Things) — драма режиссёра Азии Ардженто 2004 года. Фильм поставлен по одноимённой книге американского автора, пишущего под псевдонимом Дж. Т. Лерой. История о мальчике, который путешествует с матерью-проституткой, наблюдая её аморальное поведение и подвергаясь сексуальному насилию со стороны её знакомых-педофилов. Эпизодические роли сыграли Питер Фонда, Мэрилин Мэнсон, Орнелла Мути и Вайнона Райдер. Ограниченный релиз состоялся в марте 2006 года.
Оригинальное название фильма представляет собой фразу из книги пророка Иеремии («Лукаво сердце человеческое более всего» Иер. 17:9). Кинокритик Борис Иванов охарактеризовал название, данное фильму в российском прокате, циничным и оскорбительным.

## Сюжет
Проститутка и наркоманка Сара добивается того, чтобы её 6-летнего сына Иеремию отдали ей, забрав у приёмных родителей. В первый день Иеремия убегает, но полиция возвращает его матери. Сара убеждает его, что приёмные родители отказались от него, а при повторном обращении в полицию его распнут на кресте. Иеремия соглашается остаться с ней.
В последующие несколько месяцев он путешествует с Сарой, которая занимается проституцией, употребляет алкоголь и наркотики. Сара выходит замуж за одного из клиентов и они отправляются в свадебное путешествие, оставив Иеремию на два дня в доме практически без еды. Клиент возвращается, сообщив Иеремии, что Сара похитила его деньги и сбежала. Ночью он насилует мальчика, вывозит его на дорогу и оставляет. Иеремию находят и привозят в больницу, где его забирает бабушка — мать Сары.
Следующие три года он проводит в доме деда, религиозного человека, который воспитывает детей, заставляя читать Библию и учить псалмы. Иеремия узнаёт, что Сара сбежала из семьи. Однажды, когда Иеремия раздавал на улице религиозные листовки, его находит Сара и забирает с собой.
Так как у мальчика длинные волосы, Сара теперь называет его сестрой, представляя своим случайным сексуальным партнёрам. Иеремия оделся в женскую одежду матери и стал заигрывать с очередным её партнёром.
Затем Сара и Иеремия живут в доме человека, у которого в подвале расположена подпольная лаборатория по приготовлению наркотиков. После взрыва лаборатории они уезжают оттуда. У Сары начинаются проблемы с психическим состоянием. Она перекрашивает волосы себе и сыну, чтобы их не узнала полиция. Иеремия ест объедки из мусорного бака, и Сара говорит, что они отравлены. Иеремия просит у неё противоядие, выпив жидкость, которую ему дала Сара, он теряет сознание. Очнувшись на следующий день, он снова пьёт жидкость и понимает, что мать дала ему яд. Войдя в кафе, Иеремия снова теряет сознание.
Иеремия приходит в себя в больнице рядом с бабушкой. В ту же ночь за ним приходит Сара и уводит его с собой, пока бабушка спит. Сара и Иеремия уезжают на автомобиле.
Жестокие анимационные вставки, показывающие восприятие мальчиком происходящих событий, выполнила американская художница и мультипликатор Кристиан Седжавски.

## В ролях
| Актёр          | Роль                                   |
| -------------- | -------------------------------------- |
| Азия Ардженто  | Сара                                   |
| Джимми Беннет  | 6-летний Иеремия                       |
| Дилан Спроус   | 10-летний Иеремия                      |
| Коул Спроус    | 10-летний Иеремия                      |
| Джереми Реннер | Эмерсон муж Сары                       |
| Вайнона Райдер | детский психолог                       |
| Питер Фонда    | дед Иеремии                            |
| Орнелла Мути   | бабушка Иеремии                        |
| Майкл Питт     | Бадди                                  |
| Мэрилин Мэнсон | Джексон                                |
| Бен Фостер     | толстый парень из дома бабушки Иеремии |
| Джон Робинсон  | Аарон                                  |
| Кип Парду      | Лютер                                  |
| Мэтт Шульц     | Кенни                                  |

## Саундтрек
- The Starlite Desperation — Born to Be Dizzy
- Sonic Youth — Karen Koltrane
- Sonic Youth — Beautiful Plateau
- Дэвид Аллан Коу — Linda Lovelace
- Хэсил Эдкинс — She Said
- Pagoda — Muskrat
- Subhumans — Mickey Mouse Is Dead
- Knoxville Girls — Two Time Girl
- Азия Ардженто — There He Goes

## Сборы
В США: $29 058 В России: $73 000. Общие сборы: $102 058